# مصطفى سعيد الخن
مصطفى سعيد الخن (1923م - 2008م)، فقيه شافعي، سوري، وعالم مربّ، وشيخ علم أصول الفقه في بلاد الشام، وأستاذ جامعي مارس التدريس في كلية الشريعة بجامعة دمشق وفي جامعة أم درمان وجامعة الإمام محمد بن سعود الإسلامية في الدراسات الأولية والعليا، وأشرف على عدد من رسائل الماجستير والدكتوراه. حاصل على الإجازة بامتياز ثم الدكتوراه بمرتبة الشرف الأولى من جامعة الأزهر، له عدد من الكتب العلمية الشرعية، بمفرده وبالمشاركة مع آخرين .

## اسمه ونسبه ونشأته
هو مصطفى بن سعيد بن محمود الخَنُّ، من أسرة دمشقية عريقة، كان لها منذ عهود العمادة والمرجعية في حي المَيدان الدمشقي. ولد عام 1923م في دمشق.
نشأ مصطفى الخن في كَنف والديه -مع إخْوته وأَخَواته- في جوِّ أسري يسوده الصَّفاء والهيبة والاحترام، ولمَّا بلغ الثامنة من العُمُر؛ ألحقه والده بالكُتَّاب، ثم ألحقه بعد ذلك بمدرسة الجمعية الغرَّاء الابتدائية، فلازمها سنة كاملة، انتقل بعدها إلى المدرسة الرَّسمية التي كانت تُدعى أنموذج الميدان.
في صيف 1350هـ الموافق 1931؛ اكتشف الشَّيخ الخطَّاط محمد زَرْزُور علائم النَّجابة والأهليَّة عند مصطفى الخن، الذي كان أحد التَّلاميذ المنتسبين إلى مكتبه لتعلُّم القرآن والخط والحساب؛ فاستأذن والده أن يصطحبه معه إلى دروس الشَّيخ حسن حبنكة الميداني في جامع مَنجك، فسمح الوالد ولم يمانع.
وكان الشيخ حسن حبنكة قد أسَّس في المسجد مدرسةً متكاملةً، تشتمل على تعليم الشَّباب المنقطعين لطلب العلم صباحاً، من بعد صلاة الفجر حتى صلاة الظهر، وتعليم الكبار -من التُّجار وأصحاب الحِرَف- بعد صلاة العشاء.
التحق التِّلميذ مصطفى الخن أوَّل الأمر بالقسم المسائي، وأُعجب به شيخه حسين خطاب؛ لما لمس عنده من مخايل الحفظ والذكاء، ونقل إعجابه إلى الشَّيخ حسن، فأوصى به خيراً.
ولم تمض مدَّة حتى حُبِّب إلى التِّلميذ النَّجيب طلبُ العلم، فقرَّر الانتقال إلى القسم النَّهاري، وكانت تلك خُطوةً جريئةً موفَّقةً، أُقيمت على إثرها حفلةٌ في بيت الأسرة احتفاءً بأوَّل طالبِ علمٍ ينبُغ في (آل الخن)، وأُلبس الطَّالب مصطفى العِمامة بدلاً من (الطربوش!)، وأَعلن الأب رعايتَه التامَّة له.

## سيرته العلمية
شبَّ مصطفى الخن في جامع منجك، وغداً طالباً مجِدّاً نشيطاً، متعلِّماً في الصَّباح، ومعلِّماً في المساء، وشاء الله - للحلقات النَّهارية أن تصبح نواة لمعهد التوجيه الإسلامي، وانتقل الأستاذ مصطفى للتَّدريس في المدرسة النَّاشئة التَّابعة للمعهد.
وقد أسهم الجمع بين مهمَّتي التعلُّم والتَّعليم في صنع الشَّخصية العلميَّة للشَّيخ مصطفى الخن، وكان لتوجيه الشَّيخ حسن حبنكة الأبويِّ التَّربويَّ؛ أثرٌ كبيرٌ في التَّناغم والتَّآلف والتَّكامل بين المهمَّتين.
وكان الشَّيخ العلَّامة حسن حبنكة يرشد طلَّابه أن يزوروا العلماء الكبار، وأن يجلسوا إلى دروسهم، فكان الشَّيخ مصطفى يحرص على ذلك كل َّالحرص، ومن العلماء الربَّانيين الذين زارهم، والتقى بهم، وكان لهم مواقفُ خالدة شهدها بنفسه:
1. الشَّيخ علي الدقر: وهو شيخ شيوخ معهد العلوم الشَّرعية، ورئيس الجمعية الغرَّاء ومؤسِّسها، عالمٌ ربانيٌ، جمع بين التَّعليم الشَّرعي، والتَّربية الرٌّوحية، وأوجد مدرسة تُحتذى في التَّخلق بأخلاق الإسلام، وكان الشَّيخ مصطفى يزوره في مسجده ويحضر بعض دروسه.
2. الشَّيخ محمد أمين سويد: وهو عالمٌ مشاركٌ، وأصوليٌّ بارعٌ، ومن كبار علماء دمشق، طلب العلم في الأزهر، وعمل مدرساً في معهد الحقوق، وفي مواقع علميةٍ عديدة، وقد التقى به الشَّيخ مصطفى وجلس إليه؛ عندما كان الشَّيخ محمَّد يتردَّد إلى جامع منجك.
3. الشَّيخ إبراهيم الغلاييني: مفتي قَطَنا، وهو عالمٌ عابدٌ، له في نفوس الناس مهابةٌ ومحبَّة، وَلِيَ قضاء وادي العجم، وإمامة وخطابة جامع قَطَنَا، وكان الشَّيخ مصطفى يزوره دائماً، وربما قضى عنده سحابة اليوم.
4. الشَّيخ أبو الحسن النَّدْوي: العالم المعروف، والمؤلف المبدع، والخطيب المفوَّه، والعضو في العديد من المجامع اللُّغوية العربية، وقد لقيَه الشَّيخ مصطفى في القاهرة حين كان طالباً في الأزهر أول مرَّة، والتقى به في دمشق، في جامعتها، ثمَّ في بيت الشَّيخ حسن حبنكة، وكانت الأخيرة.

وقد شارك الشَّيخ مصطفى -في أثناء تدريسه في (معهد التَّوجيه الإسلامي)- في مختلف العلوم الشرعية، ولكنَّه تخصَّص في النِّهاية، وتميَّز بعلم أصول الفقه، وبعلوم العربية.
وفي مطلع عام (1369هـ -1949م)؛ وصل الشَّيخ مصطفى إلى القاهرة، بغية الانتساب للأزهر، ومن ثَمَّ الحصول على شهادة الإجازة التي تؤهله للتَّدريس في المدارس الحكومية السُّورية، وأُجري للشَّيخ اختبار القَبول، وقُبل في السَّنة الثَّالثة من كلِّية الشَّريعة، فأمضى مدَّة الدِّراسة المقرَّرة -سنتان- قبل أن يستحق شهادة الإجازة بتقديرٍ ممتاز.
وقد تعرَّف الشَّيخ أثناء دراسته تلك إلى علماء أفذاذ في الأصول واللُّغة، وعلى رأسهم العميد الدكتور عيسى منون، والدكتور عبد الله موسى، والدكتور مصطفى عبد الخالق، وأخيه الدكتور عبد الغني عبد الخالق، وأفاد منهم كثيراً في تخصُّصه، كما تزَّود بثقافة إسلاميَّة عالميَّة، ومنهجيَّة واضحة الطَّريق والهدف، ومسلك تربويِّ رصين الفكرة والتَّطبيق.
عاد الشَّيخ بعدها إلى دمشق؛ ليعمل مدرِّساً لمادَّة التَّربية الإسلاميَّة، في ثانويات حلب ودمشق، مع إسهامه الفعَّال في مجالات المناهج الدِّراسية، والكتب المدرسية، ولجان الامتحانات، وبقي فيها حتى حصوله على شهادة الدكتوراة. وفي أثناء ذلك؛ اشتغل بالتَّدريس في كلِّية الشَّريعة بجامعة دمشق محاضراً، بين عامي (1375هـ-1382هـ)، (1955م- 1962م)، وأعير لكلِّية الشَّريعة واللُّغة العربية، بجامعة الإمام محمد بن سعود الإسلامية، في الرياض، مدرِّساً، بين عامي (1382هـ-1386هـ)، (1962-1966م).
ولمَّا أصدر الأزهر قراراً يقضي بالسَّماح لخريجي الكلِّيات الأزهرية الذين أمضوا في التَّدريس الجامعي أكثر من خمس سنوات أن يتقدَّموا بتسجيل رسالة الدكتوراه مباشرة؛ أسرع الشَّيخ مصطفى وسجَّل موضوع (أثر الاختلاف في القواعد الأصولية في اختلاف الفقهاء) بإشراف الأستاذ الدكتور مصطفى عبد الخالق، وفاز بالشَّهادة عام (1391هـ-1971م) مع مرتبة الشَّرف الأولى.
عُيِّن بعدها مدرِّساً ورئيساً لقسم العقائد والأديان في كلِّية الشَّريعة، بالإضافة إلى تعيينه مدرِّساً في كلِّية التَّربية بجامعة دمشق، وبقي في الجامعة حتى سنة (1404هـ=1983م)، وأسهم إذ ذاك في تأليف الكتاب الجامعي؛ فأصدر ثلاثة كتب مهمَّة، لا تزال تُدرَّس في كلِّية الشَّريعة إلى اليوم، وهي: الَّتفسير العام، وفقه المعاملات، ومبادئ العقيدة الإسلامية.
وبعد إحالته إلى التَّقاعد؛ سافر الشَّيخ إلى المملكة العربية السعودية للمرَّة الثانية، فعمل مدرِّساً في كلِّية الشَّريعة بجامعة الإمام محمَّد بن سعود الإسلاميَّة، ثمَّ عُيِّن أستاذاً في كلِّية التَّربية للبنات، وعضواً في المجلس العلمي لجامعة الإمام، وبقي حتى عام (1413هـ=1992م)، وأشرف في هذه المدَّة على عدد من رسائل الماجستير والدكتوراه.
وعاد الحنين بالشَّيخ إلى دمشق مجدَّداً؛ ليصبح بيتُه مقصد طلَّاب العلم والمحبِّين.
ومنذ بداية العام الدِّراسي (1414هـ، 1993م)؛ وافق الشَّيخ على التَّدريس في قسم الدِّراسات العليا، التَّابع لجامعة أم درمان، ومركزه مجمَّع أبي النُّور التَّعليمي في دمشق، وعلى رئاسة كلِّية الشَّريعة بقسم التَّخصُّص، التَّابع لمعهد الفتح الإسلامي، وتدريس مادَّة أصول الفقه لطلَّاب السَّنوات الثلاث في الكلِّية.
وجديرٌ بالذِّكر أنَّ للشَّيخ مصطفى غرفةً خاصةً في جامع الدقاق، شهدت تاريخاً حافلاً بنشاطٍ علميٍّ غزير، تحتوي على مكتبةٍ زاخرةٍ بأمَّهات الكتب. وممن سجَّل حضوراً بين جنباتها: الأستاذ أحمد راتب النفاخ، الأستاذ أحمد عرابي الخن، الشيخ خير العلبي، الأستاذ سعيد الطنطاوي، الأستاذ سهيل البري، الأستاذ صالح الأخرس، الشيخ عبد العزيز الرفاعي، الدكتور محمد سعيد رمضان البوطي، الدكتور محمد بن لطفي الصباغ، الأستاذ محمود المارديني، الدكتور موفق دعبول. 

## نتاجه العلمي
بدأ الشَّيخ مصطفى الخن الكتابة في وقتٍ مبكِّرٍ من مسيرته العلمية، وكان يكتب لنفسه أولاً، ثمَّ ساهم في تأليف الكتب المدرسية، وأعدَّ الأمالي الجامعية، واتَّجه إلى التَّأليف العام والتَّحقيق، وكان صدره يتَّسع للمشاركة مع غيره من الأقلام، تأليفاً وتحقيقاً.

### منهجه العام في التَّأليف والتَّحقيق
- وضوح الأسلوب، مع فصاحة الكلمات، واتساق العبارات، وتطابق المقدِّمات مع النَّتائج والأحكام.
- ورود الشَّواهد والأدلَّة في مواضعها المناسبة، من غير إكثارٍ ولا تكلُّف.
- الخلوُّ من الغموض والتَّعقيد، والبعد عن الكلمات الغريبة.
- الاختصار في الحواشي، مع الحرص على سلامة النَّصِّ، وصحَّة العبارة.
- الإيجاز وعدم الإطناب، والتَّوسُّط بين التَّطويل المملِّ والاختصار المخلِّ.

### مؤلفاته
1. أثر الاختلاف في القواعد الأصولية في اختلاف الفقهاء.
2. عبد الله بن عباس: حبر الأمة وترجمان القرآن.
3. دراسة تاريخية للفقه، وأصوله، والاتِّجاهات التي ظهرت فيهما.
4. الحسن بن يسار البصري: الحكيم الواعظ والزَّاهد العالم.
5. الأدلَّة الشَّرعية، وموقف الفقهاء من الاحتجاج بها.
6. أبحاثٌ حول أصول الفقه الإسلامي (تاريخه وتطوره).
7. الكافي الوافي في أصول الفقه الإسلامي.

### المؤلَّفات المشتركة
1. نزهة المتَّقين شرح رياض الصَّالحين من كلام سيِّد المرسلين، شارك بالتَّأليف: الدكتور مصطفى البغا، والدكتور محيي الدين مستو ، والأستاذ علي الشربجي، والأستاذ محمد أمين لطفي.
2. الفقه المنهجي على مذهب الإمام الشافعي، شارك بالتَّأليف: الدكتور مصطفى البغا، والأستاذ علي الشربجي.
3. العقيدة الإسلامية: أركانها- حقائقها- مفسداتها، وقد شارك بالتَّأليف: الدكتور محيي الدين مستو.
4. الإيضاح في علوم الحديث والاصطلاح، وقد شارك بالتَّأليف: الدكتور بديع السيد اللحام.

### الكتب التي حققها منفرداً
1. المنهل الراوي، في تقريب النواوي، للإمام الفقيه المحدث أبي زكريا النووي الدمشقي.
2. تسهيل الحصول على قواعد الأصول، للعلامة محمد أمين سويد.

### كتب التراث التي أسهم في تحقيقها
1. (حسن الأسوة بما ثبت من الله ورسوله في النسوة)، محمد صديق القَنُّوجي البخاري. بالاشتراك مع الدكتور محيي الدين مستو.
2. (إرشاد الفحول إلى تحقيق الحق من علم الأصول)، للإمام الشوكاني. بالاشتراك مع الدكتور محيي الدين مستو.
3. (أنوار التنزيل وأسرار التأويل)، للبيضاوي. بالاشتراك مع الدكتور محيي الدين مستو، والدكتور بديع اللحام.
4. (المنهاج القويم في مسائل التَّعليم)، لابن حجر الهيتمي. بالاشتراك مع الدكتور محيي الدين مستو، والأستاذ علي الشربجي.

## وفاته
توفي يوم الجمعة 23 المحرم 1429هـ الموافق 1 شباط 2008م وهو في صلاة الجمعة، في مسجد الحسن بحي الميدان في دمشق.